# Shapes Of Love／Never Stop!
«Shapes Of Love / Never Stop!» es el sexto sencillo lanzado por el grupo de origen japonés Every Little Thing lanzado el 22 de octubre de 1997. El sencillo también contiene nueva versión de "Never Stop!" del álbum everlasting.

## Canciones
1. «Shapes Of Love»
2. «Never Stop!» (27 hours Version)
3. «Shapes Of Love» (Instrumental)
4. «Never Stop!» (27 hours Version) (Instrumental)

- Datos: Q3274436